# 대우 BH
자일대우 BH는 자일자동차의 중형, 대형 고급버스 모델이다. 1981년부터 2009년까지 몇 차례의 모델 변경을 거치며 생산되었지만 BH090은 2002년부터 2020년까지 생산되었고 베트남에서 BH090을 2023년까지 또 생산되었다. 2세대 모델부터는 코드로 된 본 모델명 외에 로얄의 명칭이 있으며 로얄 시리즈라고 부른다. 후속 모델은 대우 FX (현.자일대우 FX)이다.

## 특징
전형적인 후부엔진 - 후륜구동 (RR) 방식을 사용하는 고급형 차량이다. 기본적으로 11.5m급에서 12m급까지, 스탠더드 데크 차량부터 하이데크 차량까지 출시되어 있다. 11.6m 모델은 기본적으로 310마력 직렬 6기통 엔진을, 12m급 모델은 340마력 이상의 V형 6기통 혹은 V형 8기통 엔진을 얹었다. 엔진은 두산인프라코어의 제품을 쓰지만 400마력 이상의 엔진을 사용하는 BH 120F 모델은 커민스사의 엔진이 옵션으로 제공된다. 미션은 다이모스, 통일중공업의 수동 기어나 앨리슨 · ZF의 반자동 혹은 자동 기어까지 다양하게 장착할 수 있다. 서스펜션은 차종에 따라 차이가 있으며 시트, 갱웨이, 편의 장치등이 선택 사양으로 되어 있다. 2006년부터 2007년까지는 BH 115E·116·117H·119H·120F 각 모델의 후기형(로얄 II)이 생산되었다.

## 세부 종류

#### BH090 로얄 스타 (2002년~2023년)

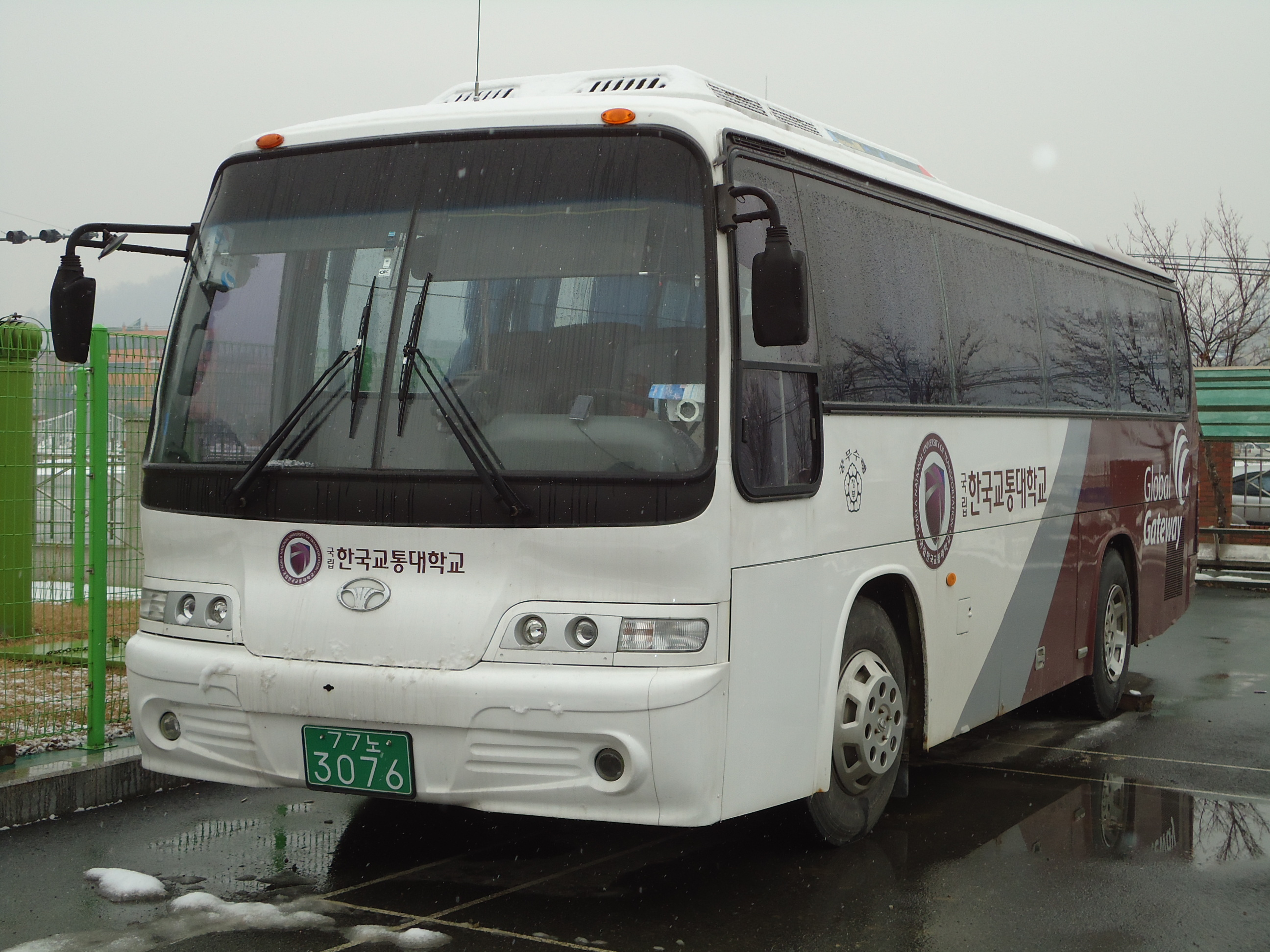
BH090 로얄 스타

2000년 대우 BM090 로얄미디를 고급형과 도시형(BS090 로얄미디)으로 나누면서 생산된 모델로, 국내에서 유일한 9m짜리 미디엄급 고급 버스 모델이다. 출시 당시 DE08Tis 엔진을 장착하였으나, 2004년 유로3 환경규제에 대응하기 위해 DL08 엔진으로 변경하였고, 2008년 유로4 환경규제에 대응하기 위해 DL06엔진을 기본으로 하되, DL08 엔진을 옵션사향으로 선택할 수 있도록 변경하였다. 2011년 3월 가격표 개정에도 불구하고 여전히 DL06K 엔진을 기본으로 하되, 옵션으로 DL08K 엔진을 적용할 수 있다. 2015년부터는 두산인프라코어가 유로6 엔진 개발을 중지하였기에 커민스 ISBe엔진을 사용하고 있다. 2019년부터는 NEW BS 차종이랑 동일한 계기판으로 변경되었다. 다른 BH차종과 달리 로얄스타II로 F/L하지 않거나 자일대우 FX로 풀체인지를 하지 않고 디자인이 출시할때부터 계속 현행대로 생산중이다. 2020년 6월부터는 코로나19 장기화에 따른 수요 감소와 실적 악화등의 문제로 자일대우버스 울산공장 생산라인 가동이 중단되어 생산을 중단하였고, 지금 현재 베트남에서 생산하여 국토교통부 인증 통과하게 되면 들어오게 되며, 그리고 비상구도 추가된다. 2023년에 단종되었다.

##### 현재 보유 업체
- 경일교통
- 무릉교통

##### 스포츠단 버스
- 대한민국 탁구: 한국마사회 탁구단
- 대한민국 탁구: 농심  탁구단
- 대한민국 유도: 코레일 유도단

#### BH113 로얄 에이스 (1994년~1999년)
BV113의 페이스리프트 대체모델로 1994년 7월부터 대체모델인 BH115E 로얄이코노미가 출시되는 1999년까지 생산된 11.3m급의 최하급 스탠더드 데크 모델이다. 처음부터 전문 유리창의 둥근 모서리가 아닌 각진 모서리를 적용되었다. 엔진은 초기형에는 D2366엔진을 탑재 했으나 1995년 말부터 DE12엔진으로 변경되었다. 판 스프링 서스펜션을 사용했으며 다른 BH시리즈와는 달리 후기형 BV113과 같은 BS계열의 차체를 사용했다. 리어램프는 BV113Q 두번째 모델(페이스리프트)의 것과 동일하다. 총 1,782량이다.

###### 보유했던 업체
- 전북고속 - 2005년까지 시외버스에서 운행하다가 대폐차, 슈트락 모델은 물론 서브타입 모델도 보유했었다.

#### BH115 (1984년~2007년)
총 6,950량이다.

##### BH115L 세미 로얄
BV113 시리즈의 대체 모델로 1987년 말부터 1994년 8월까지 생산된 11.5m급의 최하급 스텐더드 데크 모델이다. BH115H 후장축형 리어엔진버스와 매우 유사한 외형이지만 판 스프링 서스펜션을 사용하였다.

##### BH115Q
1984년 9월부터 BH115H가 출시되는 1986년 10월까지 생산된 11.5미터급 스텐더드 데크 모델이다. 마지막 1세대 BH 모델로 독일 MAN사의 직렬 6기통 D2156HM-Q(239마력, 10,350cc) 엔진을 사용하였다. 당시에는 선진적인 사양이였던 에어 서스펜션을 사용하였다.

##### BH115H 로얄 익스프레스

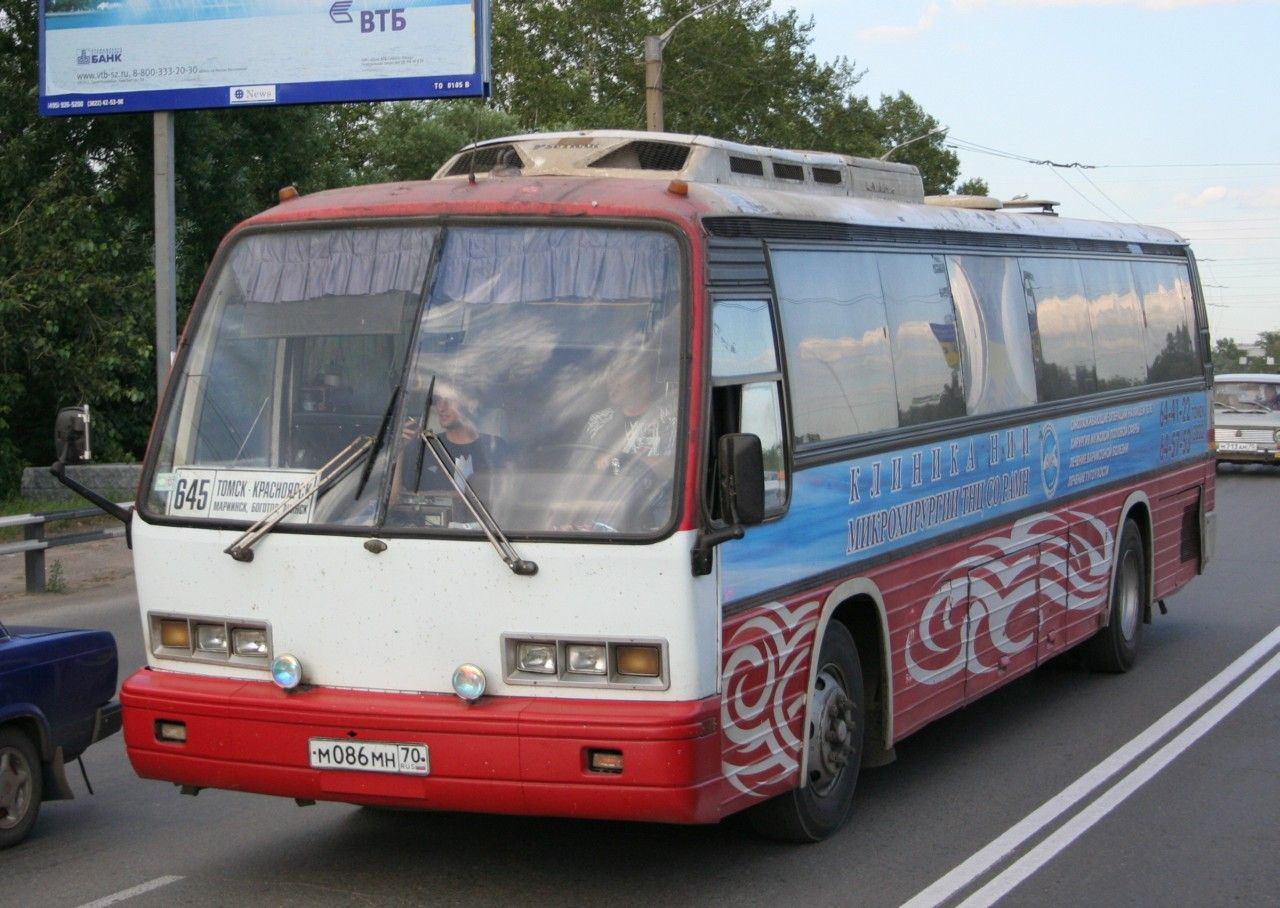
BH115H 로얄 익스프레스

BH115Q의 풀 모델 체인지된 후속 모델로 BH120H 후장축형 리어엔진버스처럼 미국 GMC RTS 버스의 외형 디자인을 토대로 하였다. 11.5m급의 스탠더드 데크 표준 모델이다. 1986년 10월부터 중순으로 모델이며 1999년 7월까지 생산되었으며, 대쉬보드의 경우 최후기형(1998년 하반기 이후)은 로얄시티의 유선형 대쉬보드가 적용되었으나, 생산 년도가 짧아 보기 힘들다. 1997년 3월 BH116 로얄 럭셔리가 출시된 직후에도 혼합 생산하다가 단종된 모델이다. BH115H는 에어서스펜션 등을 갖췄기 때문에 직행좌석버스, 시외버스, 자가용 등 다양한 용도로 널리 사용되었다.

###### 보유했던 업체
- 경기고속
- 경산버스 (시외부 한정)
- 경안여객
- 대원고속
- 대원교통
- 대원여객
- 대원운수
- 광신고속(160번, 신촌교통 903-1번(현.지선버스 7727번) 출신, 삼화고속 출신 중고차 존재)
- 경진여객
- 남성교통
- 동성교통
- 명성운수
- 서울 보영운수
- 부천버스
- 삼화고속
- 서울버스
- 선진그룹 버스사업부문 (김포운수, 舊경기고속·선진고속)
- 신길운수
- 신촌교통
- 우신버스
- 제부여객
- 진흥고속
- 태화상운
- 한국brt
- 흥안운수
- 부산교통
- 대한여객
- 대한고속
- 전북고속
- 충북리무진
- 금남고속
- 삼흥고속
- 한양고속
- 코리아와이드경북
- 푸른교통
- 용일여객(2005년 11월 KD운송그룹에 인수) - 현재 대폐차
- 광진고속(2006년 7월 말 폐업, 노선은 금호고속에 인수) - 현재 대폐차
- 광전교통(2004년 2월 폐업, 노선은 금호고속에 인수)
- 김포교통
- 공항버스
- 광우고속 - 현재 대폐차
- 대한교통(시외부 존속 시절 운용)
- 서울버스공사
- 예천여객
- 아성교통관광(관광부 존속 시절

##### BH115E 로얄 이코노미

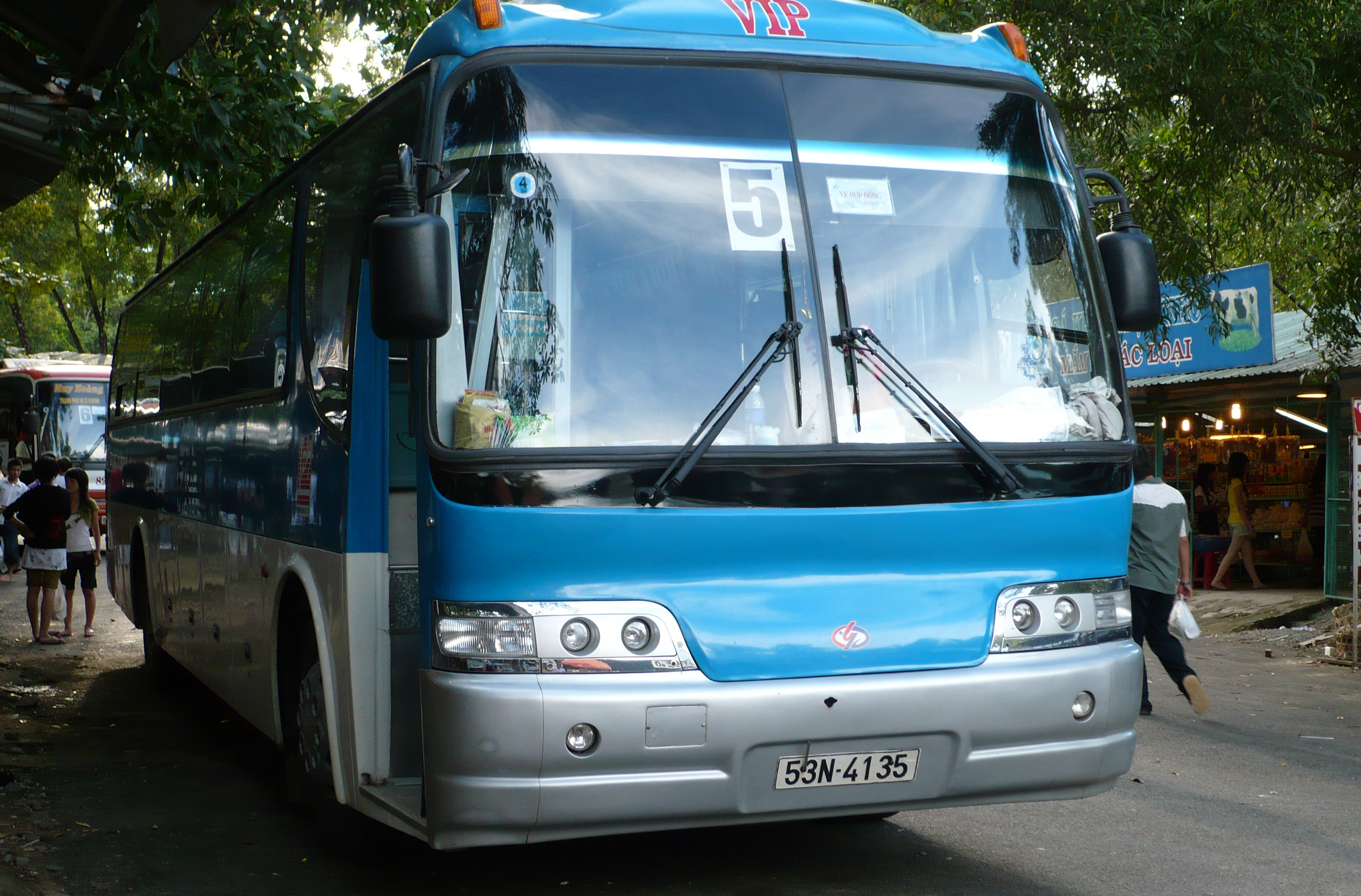
BH115E 로얄 이코노미

BH113 로얄 에이스의 대체모델로, 1998년부터  2007년까지 생산된 11.5미터급 스탠더드 데크 최하급 모델이다. 판 스프링 서스펜션을 사용하였으며, 2004년 후반부터는 DL08 커먼레일 엔진으로, 2006년부터 후면 디자인을 변경한 BH115E 로얄 이코노미 Ⅱ 모델로 단종될 때까지 출고되었다. BS106 로얄 시티와 함께 장의차 업계에서 많이 찾던 차종이다.

###### 천연가스 모델을 보유했던 업체
- 경일여객 (경상북도 고령군)
- 경일여행 (경상북도 고령군)
- 대창운수 (광주광역시) (2012년에 대폐차되었다.)
- 대원시내버스 (광주광역시) (2012년에 대폐차되었다.)
- 세영운수 (광주광역시) (2012년에 대폐차되었다.)
- 동화운수 (광주광역시) (2012년에 대폐차되었다.)
- 소신여객 (경기도 부천시)
- 경기고속
- 대원고속

###### 디젤 모델을 보유했던 업체
- 경남여객 (경기도 용인시)
- 경원여객 (경기도 안산시)
- KD운송그룹 (대원버스) (경기도 성남시)
- 성우운수 (경기도 수원시)
- 광신고속 (전라남도 나주시, 160번에 운행하다 2014년에 조기대폐차되었다.)
- 푸른교통 (경상남도 양산시, 2100번, 2300번 좌석버스 노선에서 운행하다가 현재는 대폐차하였다.)
- 삼영교통 (제주특별자치도, 600번 공항버스 노선에 3대 운행, 현재는 대폐차)
- 동신교통 (시외버스 출신이며 2004년에 조기대폐차되었다.)
- 광우고속 (2013년에 조기대폐차되어 동해상사고속에 매각되었다.)
- 경전고속
- 동해상사고속 (광우고속에서 조기대폐차한 차량을 매입해 운행)
- 코리아와이드경북
- 부산교통
- 해운대고속
- 태화상운
- 밀성여객
- 광진고속 (2006년 7월 말 폐업, 노선은 금호고속에 인수)
- 안전여객
- 동춘여객
- 경산버스 (시외부 한정)
- 예천여객 (2016년에 모두 대차)

#### BH116 로얄 럭셔리 (1997년~2009년)

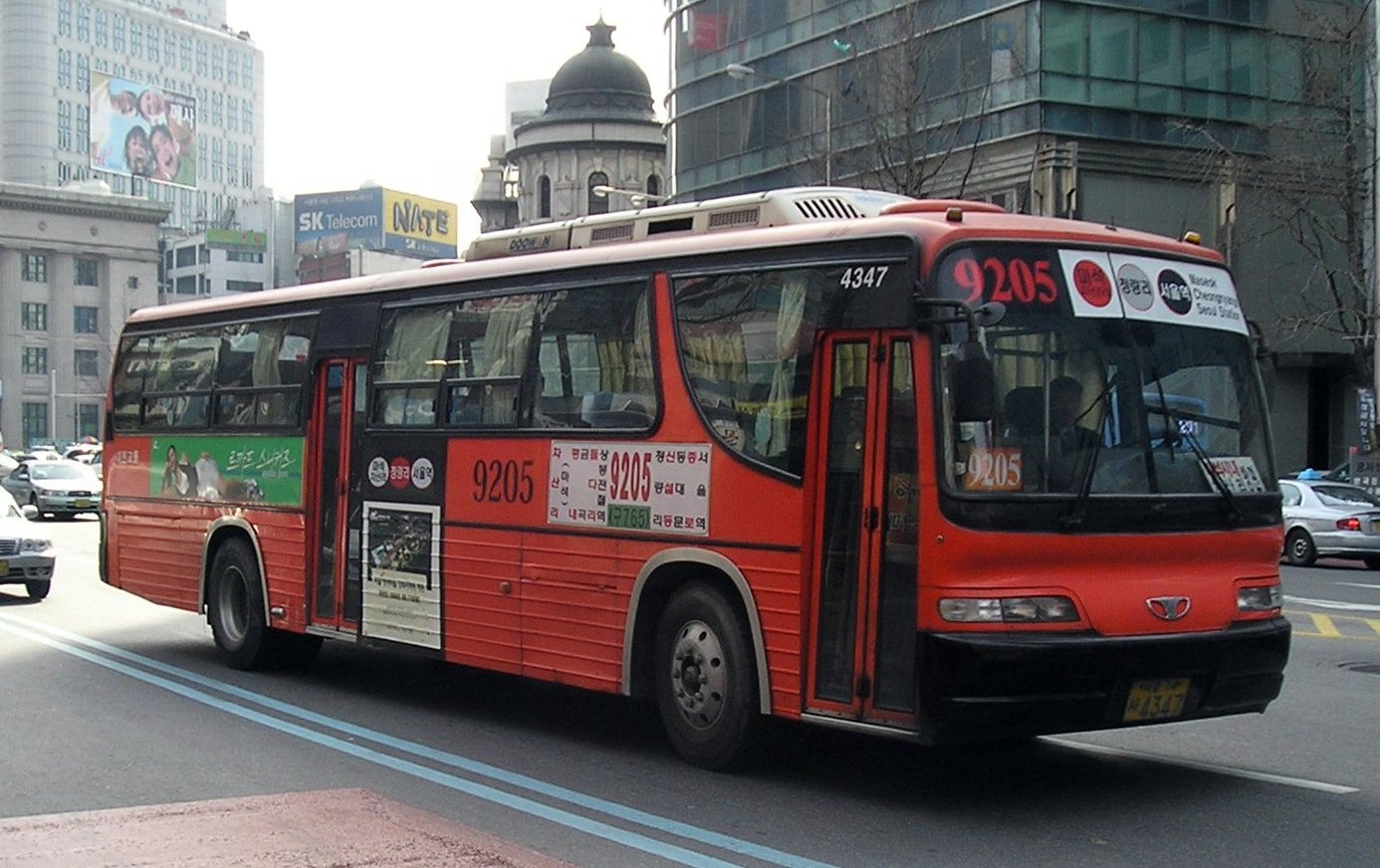
BH116 로얄 럭셔리

BH116 로얄 럭셔리 II

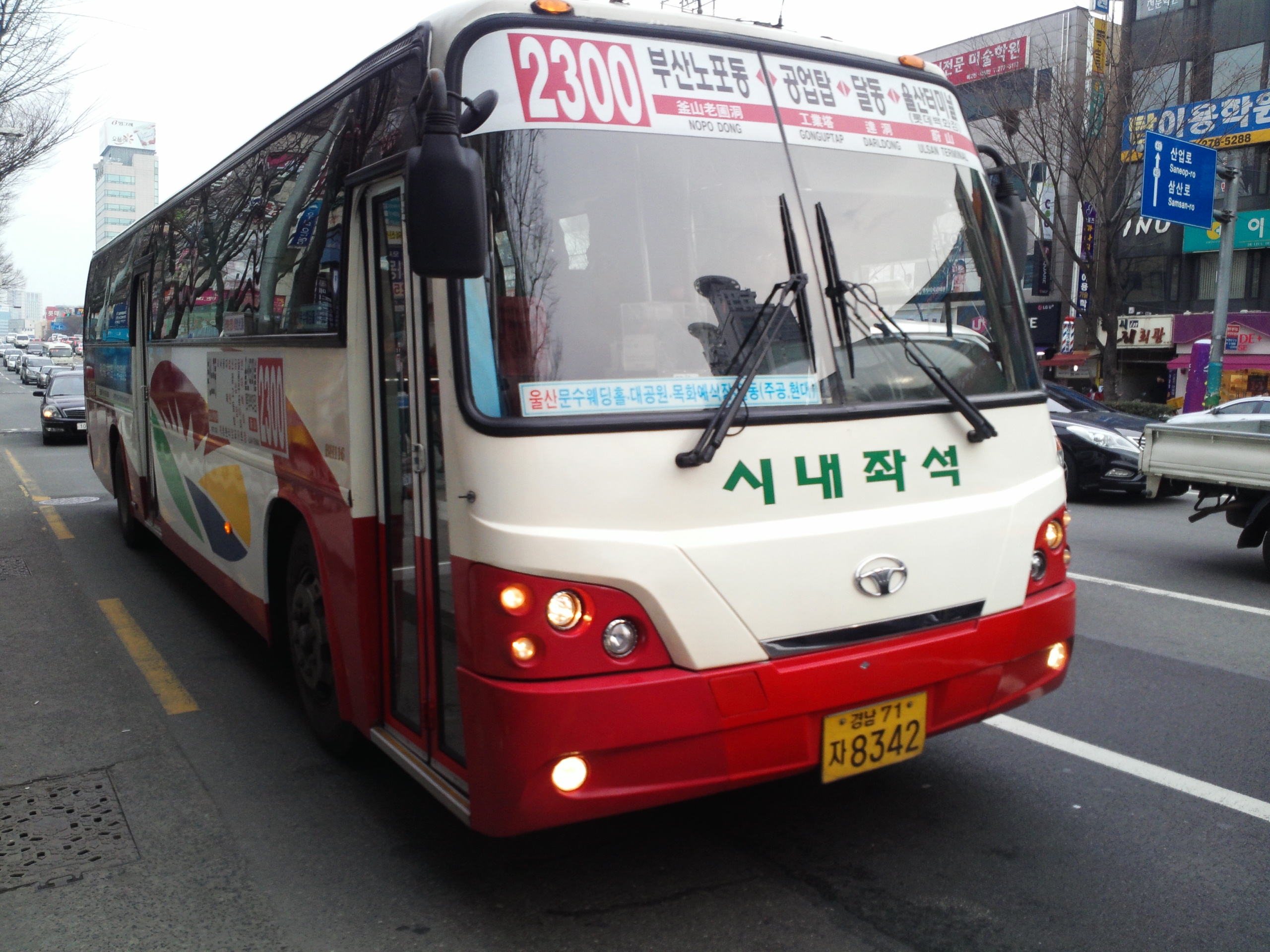
BH116 로얄 럭셔리 II F/L

BH115H 로얄 익스프레스의 대체모델로, 1997년 3월부터 생산된 11.6m급 스탠더드 데크 표준 모델이다. 2007년부터 BH116 로얄 럭셔리 Ⅱ로 판매하다 후속 모델인 FX116 크루징 애로우가 등장한 이후인 2008년에도 앞면을 페이스리프트해서 이는 일명 팬더곰으로 불렸고, 2009년 12월까지 연장 생산하였다. 2003년부터 광역 직행버스 용도로 압축 천연가스를 이용하는 엔진(GE12TI)을 얹은 모델을 출시하여 판매하기도 하였다. BH115처럼 다양한 용도로 많은 수가 생산되었으며, 많은 여객운송사들이 이 차량을 도입하였다. 에어 서스펜션을 사용하였다. 차량의 외형은 BH115E 로얄 이코노미와 매우 유사하며 후면의 리어 램프나, 리어 가니쉬로 구별이 가능하다. 2009년에 후속 없이 단종되었다.

##### 보유했던 업체
- 경기고속
- 경기버스
- 경기여객
- 대원관광
- 대원교통
- 대원버스
- 대원여객
- 경전고속
- 금남고속(2014년 5월부로 전량 경기학원에서 사용했던 기아 F/L 그랜버드 파크웨이, 현대 유니버스 등으로 대폐차) - 현재 대폐차
- 남성버스
- 대명운수
- 코리아와이드대성
- 대성운수
- 도선여객 (개편전 구 12번 (12-3번 입석노선 전신, 현 간선버스 472번) 좌석버스 존재)
- 동성교통
- 동춘여객
- 동해고속
- 명성운수
- 밀성여객
- 경기 보영운수
- 서울 보영운수
- 부일여객
- 부천버스
- 삼경운수
- 삼화고속
- 새서울고속
- 김포운수
- 선진시내버스
- 인강여객
- 포천교통
- 성우운수
- 성남시내버스
- 신백승여행사
- 시흥교통
- 신길운수
- 신성교통
- 신촌교통
- 우신버스(개편전 우신운수 567-1번 좌석노선에서 사용하던 차량이었으나 입석 전환후 차량 양도)
- 舊 용일여객
- 전북고속
- 제부여객
- 중부고속
- 진흥고속
- 태진운수
- 태화상운
- 푸른교통
- 천지교통
- 충북리무진
- 천일여객
- 한남운수
- 아성교통관광
- 오동운수
- 경일교통 (삼화고속 출신)
- 동방고속
- 서울고속
- 안전여객 (삼화고속 출신)
- 마니교통
- 밀성여객(  천일여객 출신)

#### BH117H 로얄 크루스타 (1995년~2007년)

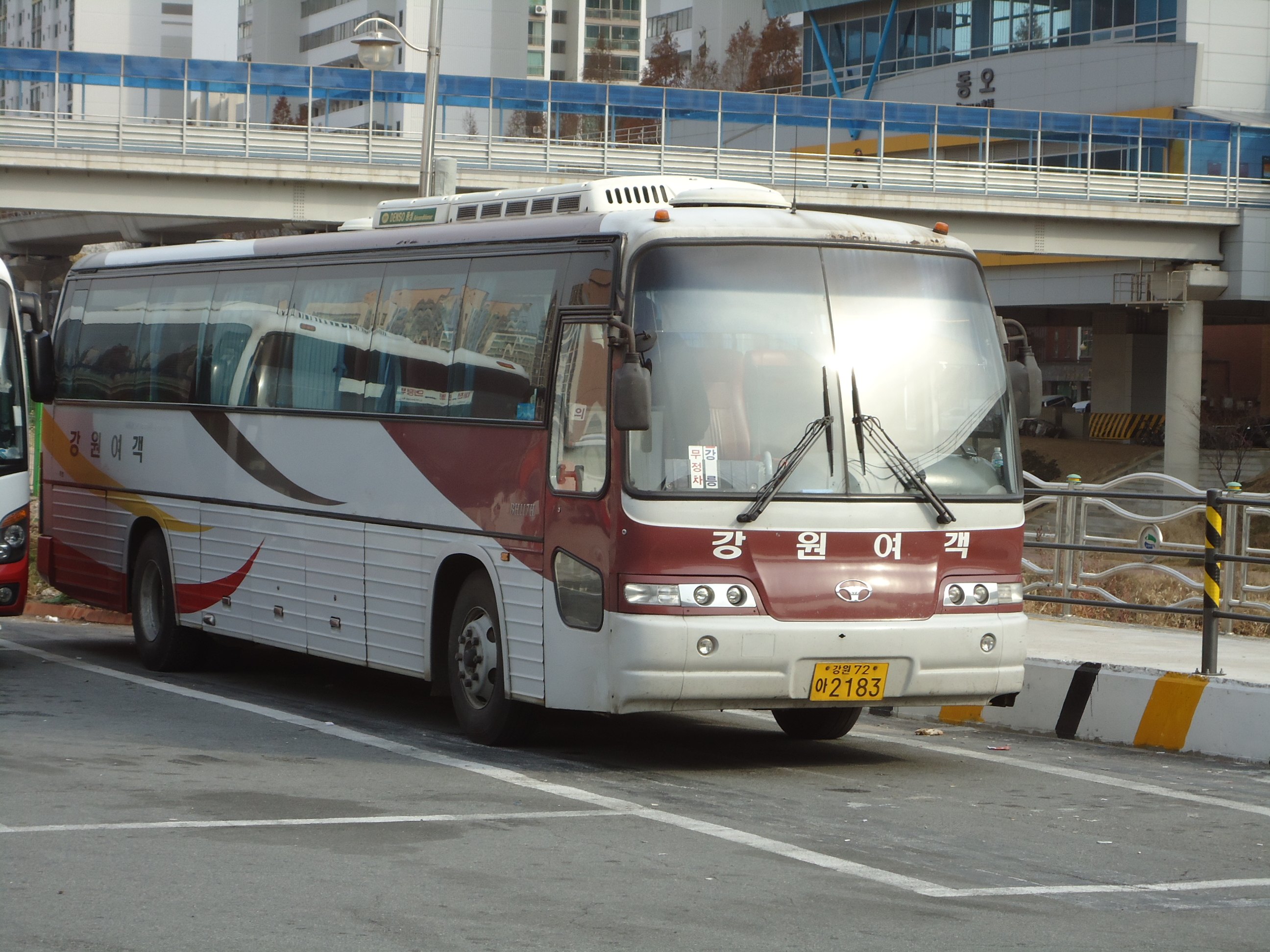
BH117H 로얄 크루스타

BH117H 로얄 크루스타 II

1995년 9월에 출시된 11.7미터급 준고상형(스탠더드 데크와 하이데크의 중간 높이; 세미 하이데크) 모델이다. 이 모델의 등장과 함께 이후 출시된 BH115E 로얄 이코노미, BH116 로얄 럭셔리, BH119 로얄 스페셜의 베이스가 되었다. 참고로 BH120F 로얄크루저를 보조하는 역할을 하였다. 테일 램프와 리어 가니쉬 디자인등으로 다른 모델과 구분된다. 2006년 5월부터 BH117H 로얄 크루스타Ⅱ로 페이스리프트해서 판매하다가 이는 일명 팬더곰이라고 불렸고, 2007년 12월 후속 없이 단종되었다. 현재 코리아와이드경북과 태화상운에서 로얄 스페셜과 함께 가장 많이 보유하고 있다.
총 480량이다.

#### BH119H 로얄 스페셜 (2003년~2007년)

BH119 로얄 스페셜 II

2003년 대우버스 출범 이후 출시한 12미터급 준고상형 모델이다. 2003년부터 2007년까지 짧은 기간 동안 생산되었기 때문에 그 수는 많지 않다. 초기 모델은 DE12Tis (360마력) 엔진을 얹었으나, 2004년 후반부터 유로3 기준이 적용된 커먼레일 엔진인 DV11 (360마력) 엔진을 얹었다. 2006년 4월부터 BH119H 로얄 스페셜Ⅱ로 페이스리프트해서 판매하다가 이는 일명 팬더곰이라고 불렸고, 후속인 FX120 크루징스타의 등장으로 2007년 12월에 단종되었다. 현재 이 차종을 운행하는 회사는 코리아와이드경북, 삼흥고속, 강원여객, 태화상운이다

#### BH120 (1981년~2009년)

##### BH120 시제차랑 대우 BH120
1981년 11월에 BH120 초장축형 리어엔진버스  개발한 12미터급 시작차 모델로 당시 타사 동급 모델이였던 아시아자동차 B909L, 동아자동차 HA50 과 비교되는데 당시 경쟁력이 부족해서 실제로 양산되지는 못했다. 
- 12M급 차체에 비하면 빈약한 직렬 6기통 D2156HM(239마력, 10,350cc) 엔진을 사용하였으며, BU 110 모델과 비슷한 형태의 차체를 가지고 있었다.
- 1981년 11월 1기형 새한 SMC BH120 전문형 시외버스 시외직행버스 고속버스 우등 고속버스 고속버스 관광버스 자가용버스 차량 발매 되었다.
- 1982년 1월 1기형 새한 SMC BH120 전문형 시외버스 시외직행버스 고속버스 우등 고속버스 고속버스 관광버스 자가용버스 차량 발매 되었다.
- 1982년 1월 27일 1기형 새한 SMC BH120 전문형 시외버스 시외직행버스 고속버스 우등 고속버스 고속버스 관광버스 자가용버스 차량 발매 되었다.
- 1982년 7월 26일 1기형 새한 SMC BH120 전문형 시외버스 시외직행버스 고속버스 우등 고속버스 고속버스 관광버스 자가용버스 차량 발매 되었다.
- 1983년 1월 1기형 대우 DAEWOO BH120 전문형 시외버스 시외직행버스 고속버스 우등 고속버스 고속버스 관광버스 자가용버스 차량 발매 되었다.
- 1983년 7월 2기형 대우 DAEWOO BH120 전문형 시외버스 시외직행버스 고속버스 우등 고속버스 고속버스 관광버스 자가용버스 차량 발매 되었다.
- 1983년 12월 2기형 대우 DAEWOO BH120 전문형 시외버스 시외직행버스 고속버스 우등 고속버스 고속버스 관광버스 자가용버스 차량 발매 되었다.
- 1984년 1월 2기형 대우 DAEWOO BH120 전문형 시외버스 시외직행버스 고속버스 우등 고속버스 고속버스 관광버스 자가용버스 차량 발매 되었다.
- 1984년 10월 2기형 대우 DAEWOO BH120 전문형 시외버스 시외직행버스 고속버스 우등 고속버스 고속버스 관광버스 자가용버스 차량 발매 되었다.
- 1984년 12월 2기형 대우 DAEWOO BH120 전문형 시외버스 시외직행버스 고속버스 우등 고속버스 고속버스 관광버스 자가용버스 차량 발매 되었다.
- 1985년 1월 2기형 대우 DAEWOO BH120 전문형 시외버스 시외직행버스 고속버스 우등 고속버스 고속버스 관광버스 자가용버스 차량 발매 되었다.
- 1985년 6월 2기형 대우 DAEWOO BH120 전문형 시외버스 시외직행버스 고속버스 우등 고속버스 고속버스 관광버스 자가용버스 차량 발매 되었다.
- 1985년 9월 2기형 대우 DAEWOO BH120 전문형 시외버스 시외직행버스 고속버스 우등 고속버스 고속버스 관광버스 자가용버스 차량 발매 되었다.
- 1985년 11월 2기형 대우 DAEWOO BH120 전문형 시외버스 시외직행버스 고속버스 우등 고속버스 고속버스 관광버스 자가용버스 차량 발매 되었다.
- 1985년 12월 2기형 대우 DAEWOO BH120 전문형 시외버스 시외직행버스 고속버스 우등 고속버스 고속버스 관광버스 자가용버스 차량 발매 되었다.
- 1986년 1월 2기형 대우 DAEWOO BH120 전문형 시외버스 시외직행버스 고속버스 우등 고속버스 고속버스 관광버스 자가용버스 차량 발매 되었다.
- 1986년 2월까지 생산된 모델이다.

##### BH120S
1983년 5월 BH120S 초장축형 리어엔진버스부터 BH120H가 출시되는 1986년 2월까지 생산된 12미터급 스텐더드 데크 모델이다. 
- 최초의 양산형 BH 모델로, BV113R, BV113Q, BH115Q와 비슷한 형태의 차체를 사용하였으며, 독일 MAN사의 V형 8기통 D2848M (310마력, 14,618cc) 엔진과 6단 변속기를 사용하였다.
- 당시 고속버스 업체 중 중앙고속 (전세사업부)과 금호고속에서만 출고했다.
- 서울 유석초등학교에서 1991년부터 1995년경까지 삼희관광에서 출고한 차량 3대를 중고차로 매입하여 통학버스로 운용하였다.
- 1986년 2월까지 생산된 모델이다.

##### BH120H 로얄 슈퍼
BH120S의 풀모델체인지된 후속 모델로 1985년 12월에 중순으로 출시된 12미터급 하이데커 모델이다.(시작차는 1985년 5월에 등장) 초기 모델은 BH115H 로얄 익스프레스와 디자인이 거의 같으며 대우버스 최초 로얄 브랜드를 사용한 모델이자 하이데커 모델이다. 대한민국에서 제작된 버스로는 두 번째 하이데커 모델이었다. 출시 초기에는 V형 8기통 D2848M (310마력) 엔진을 얹었으나 이후 극소수가 V형 8기통 터보 D2848T (334마력), 비공식 옵션으로 V형 10기통 D2840M (360마력), V형 12기통 D2842M (380마력)엔진을 디튠해서 얻었다. 1989년 페이스 리프트를 거치며 로얄 슈퍼로 모델명이 바뀜과 동시 V10 이스즈 10PC1 (330마력) 엔진을 탑재했으며 마이너스 옵션으로 D2848T (334마력) 엔진도 탑재하였다. 1992년까지 생산되었다.

##### BH120F 로얄 크루저

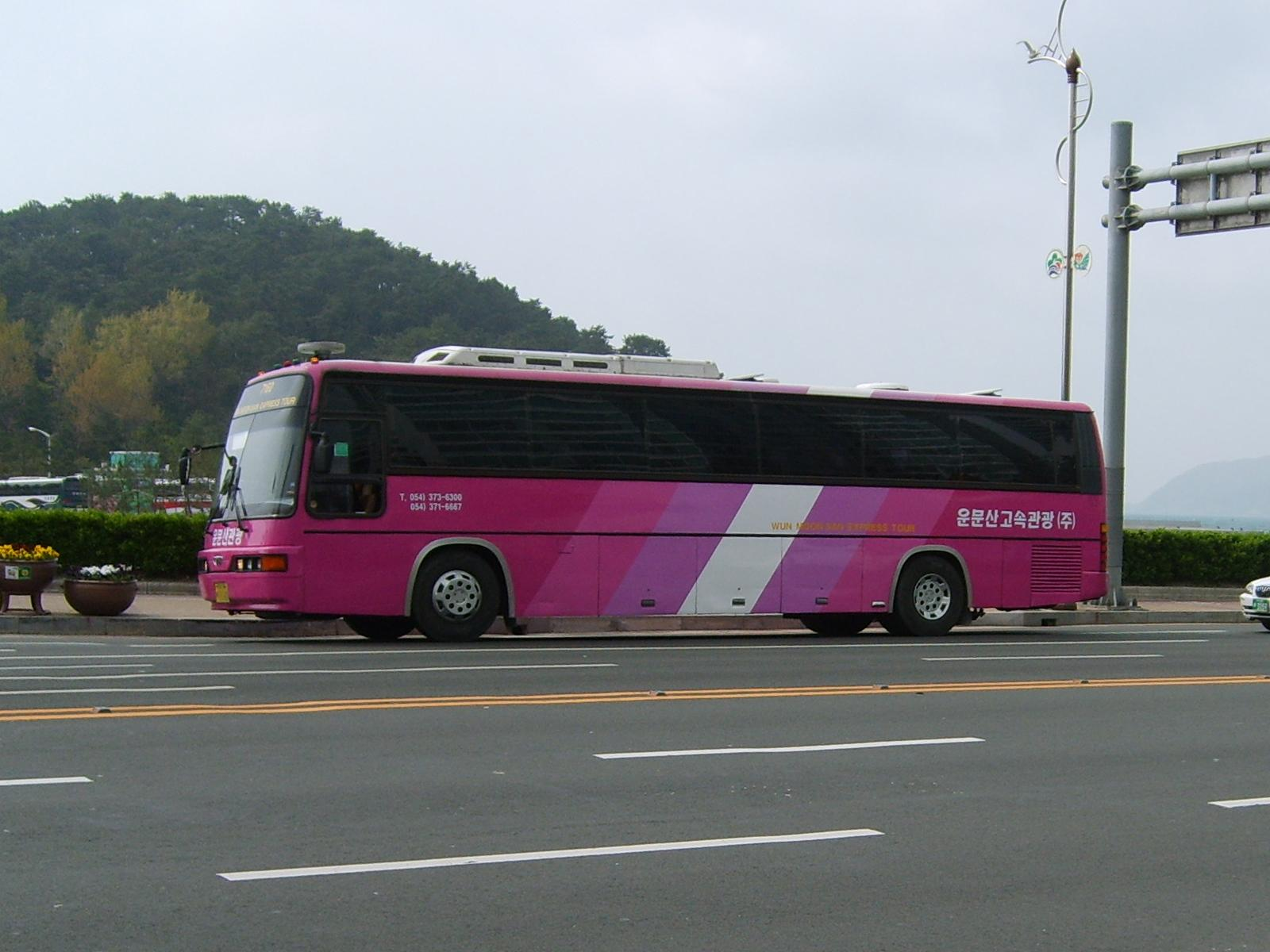
BH120F 로얄 크루저 초기형

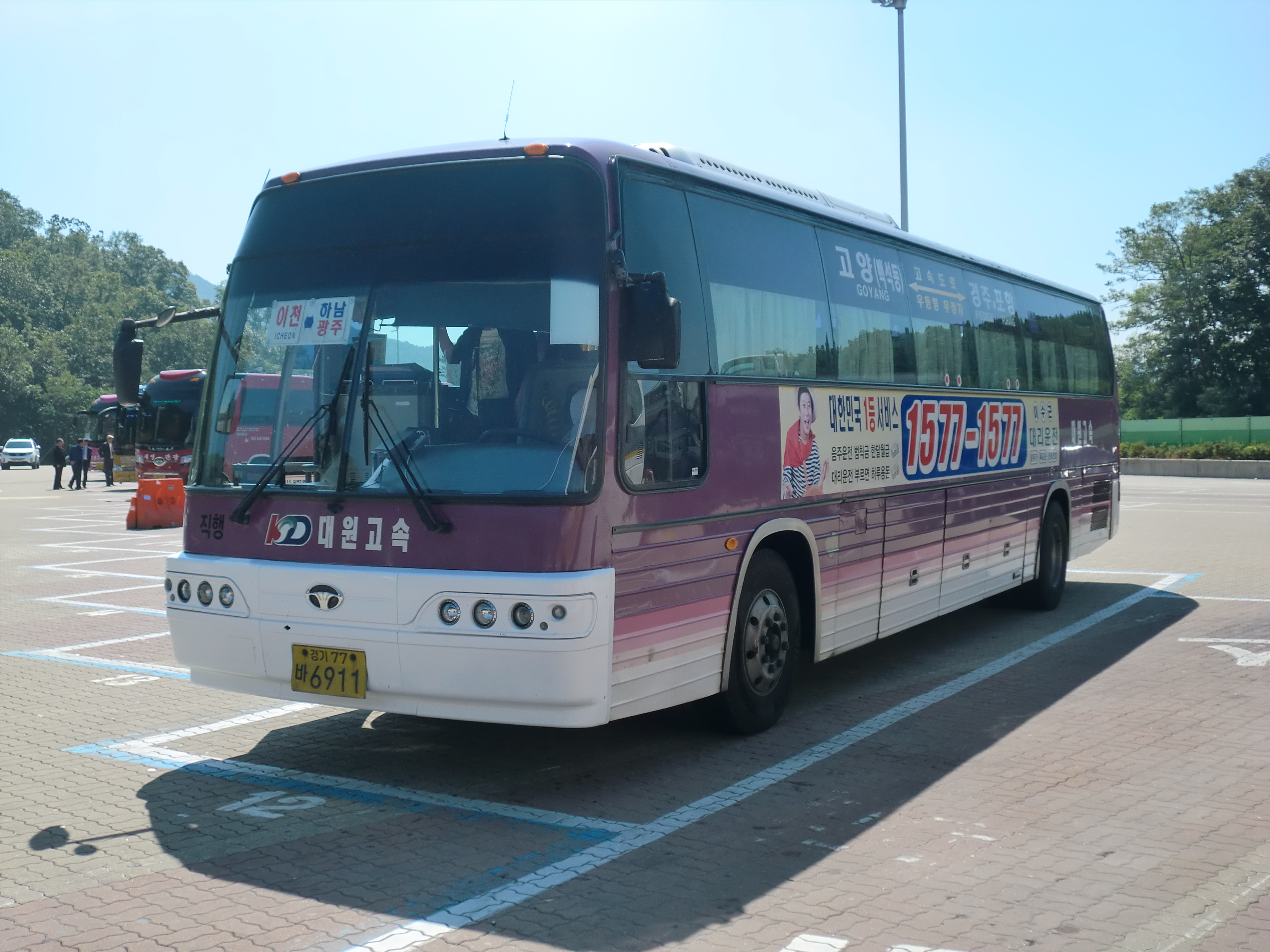
BH120F 로얄 크루저 중기형

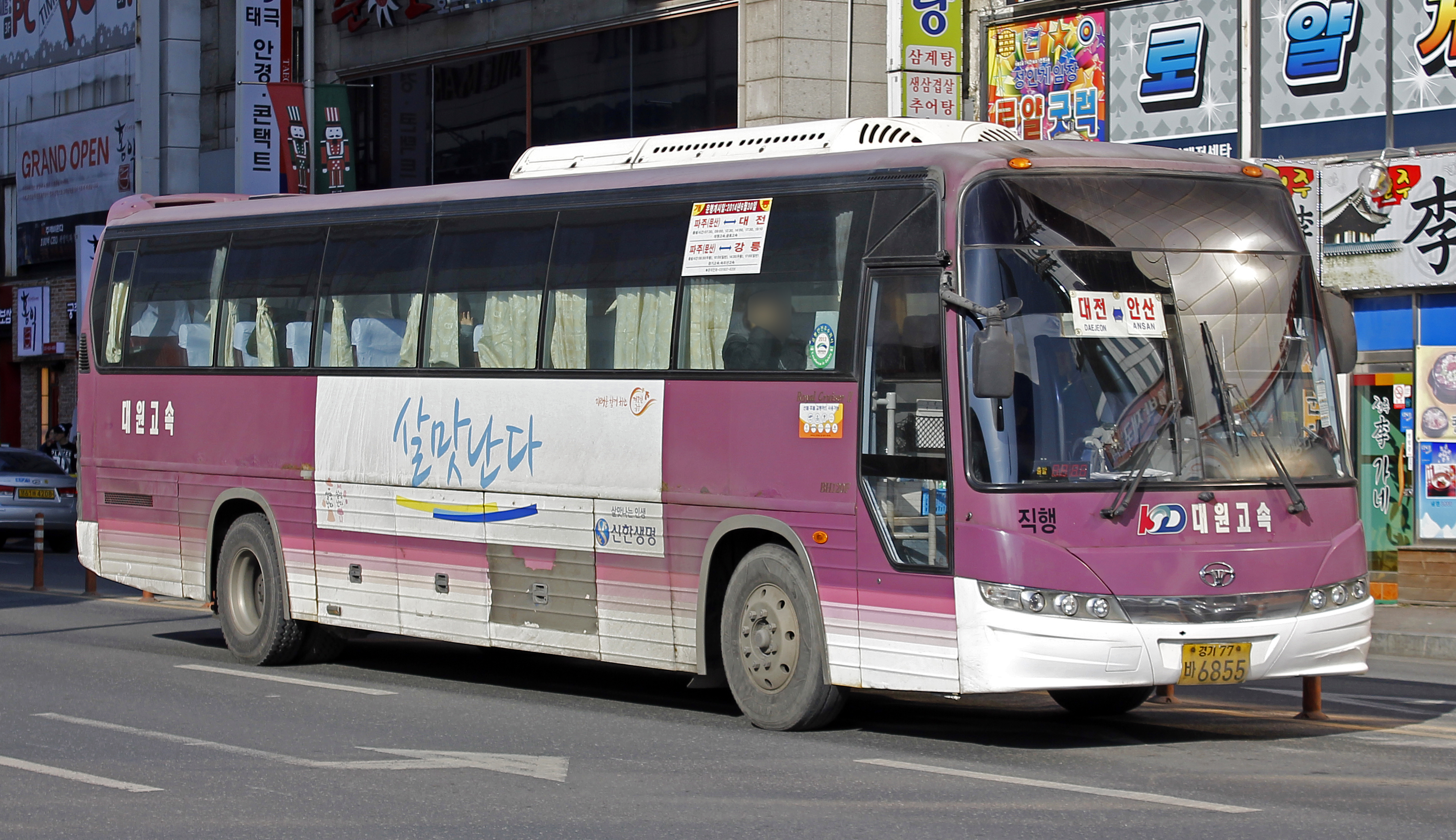
BH120F 로얄 크루저 후기형

BH120H의 마이너체인지 모델이나 일본 이스즈 슈퍼크루저의 앞면과 스윙도어를 한국 실정에 맞게 수정한 모델로 1992년 출시된 12미터급 하이데커 최고급 모델이다. 출시 초기에는 로얄 슈퍼 (일반고속)와 로얄 크루저 (우등고속)의 모델명을 사용했으나 1994년에 일반형도 로얄 크루저로 통일되었다. 1997년, 2003년, 2006년 페이스 리프트를 거쳤으며 엔진은 V10 10PD1부터, V8 V365T, DV15T, DV15Ti, DV15Tis등을 거쳐가며 유로3 엔진인 DV11 (360마력, 380마력)과 커민스 엔진 (385마력)등으로 다양하게 바뀌었다. 여러 가지 고급 사양을 갖추어 관광부터 우등고속까지 다양한 용도로 생산되었다. 광주고속에서 처음 출고했으며 (1992년 7월) 이후 다른 버스 회사들이 대량으로 출고하였다. 다른 BH 모델은 FX 시리즈 출시로 단종되었지만 시외직행 모델만 유로4 DV11 커민스 엔진을 장착해 출고한다. 2007년 BH120F 로얄 크루저 Ⅱ로 페이스 리프트되었고 2008년 유로4 환경규제에 맞춘 DV11 엔진을 얹고 당분간 생산하다가, 2009년 12월 단종되었다. 로얄 크루저Ⅱ는 시외버스나 고속버스업체 중에서는 진흥고속, 동해상사고속, 전북고속, 부산교통, 광신고속, 한양고속, 태영고속, 코리아와이드경북, 대한여객, 영화여객, 경기고속, 대원고속, 코리아와이드대성, 호남고속, 강원고속, 천일여객, 고려여객, 금아여행, 삼화고속에서 운용한적이 있었다.

###### 그 외
- 천일고속, 금남고속.중부고속에서 운용하였던 로얄 크루저 중에는 전두부가 로얄 크루저 II와 같은 모양으로 개조된 차량이 존재하기도 했으며 이 외에도 로얄 크루져 II의 전두부로 개조된 차량이 간혹 보인다. 현재는 전 차량이 대폐차되어 존재하지 않는다.

## 경쟁 차종
- 현대 유니버스
- 현대 에어로
- 기아 그랜버드

## 상급 차종
- 자일대우 BX
- 자일대우 FX